# Bereit zum Mord
Bereit zum Mord ist ein vom Schweizer Fernsehen produzierter Kriminalfilm und eine Adaption des englischen Theaterstücks Time to Kill von Leslie Darbon.

## Handlung
Schauplatz ist eine reiche Wohngegend in einer kleinen englischen Stadt: Viele Frauen sind tagsüber allein und langweilen sich, während ihre Ehemänner arbeiten. Alan nutzt dies immer wieder aus, um Frauen in Liebesaffären zu verwickeln.
Als Maggies Ehemann Don zu einer Geschäftsreise aufbricht, steht kurz darauf Alan vor der Tür und macht sich Hoffnungen, Maggie zu verführen. Unter dem Vorwand eines Rollenspiels lässt er sich von Maggie mit Handschellen an einen Stuhl fesseln, der zudem am Boden festgeschraubt und, was Alan nicht weiß, mit elektrischen Kontakten versehen ist. Plötzlich tauchen Maggies Freundinnen Liz, Jane und Helen auf: Die vier Frauen funktionieren das Wohnzimmer zu einem Gerichtssaal um und klagen Alan an, den Tod einer weiteren Frau, Rosemary Mancini, verursacht zu haben.
Maggie spielt die Rolle der Anklägerin, während Jane (die einzige mit juristischen Kenntnissen) die Verhandlung leitet; Liz und Helen protokollieren die Aussagen. Alle vier Frauen treten jedoch auch als Zeuginnen auf. Don, der wegen eines Flughafenstreiks seine Reise nicht antreten kann und unerwartet zurückkommt, übernimmt Alans Verteidigung.
Maggie sagt als Zeugin aus, dass sie ihre Nachbarin und Freundin Rosemary Mancini nach deren Suizid gefunden habe, und zwar mit dem Telefonhörer in der Hand. Rosemary war schwanger, und Maggie wusste von einer Affäre zwischen ihr und Alan. Deshalb vermutet sie, dass Rosemary kurz vor ihrem Tod Alan, den vermutlichen Vater ihres ungeborenen Kindes, anrief, dieser ihr aber nicht half und so eine Mitschuld an ihrem Tod trägt. Alan verhält sich gegenüber den Frauen zunächst sehr herablassend und nimmt die ganze Verhandlung nicht ernst. Doch dann merkt er, wie ernst sie es meinen. Liz, die gegenüber von Rosemarys Haus wohnt, sagt aus, dass Alan dort oft ein- und ausging. Dieser wird wütend, streitet zuerst alles ab, muss dann aber zumindest zugeben, einmal mit Rosemary geschlafen zu haben. Jane, die er für Rosemary verlassen hat, hat ihm jedoch hinterherspioniert und alle seine Treffen mit Rosemary aufgeschrieben, sodass er nun zugeben muss, dass die Affäre länger andauerte.
Alan erscheint zunächst als der Alleinschuldige, doch nach und nach kommt die Wahrheit ans Licht: Auch Rosemary hatte verschiedene Affären, auch mit Helens Mann Joe sowie mit Don. Dieser imitierte bei seinen Besuchen Alans Gang und Kleidung, um die Nachbarn in die Irre zu führen – was bei der kurzsichtigen Liz offenbar funktionierte. Dass Liz von Alan verschmäht wurde, gab ihr zudem einen Grund, sich an ihm zu rächen.
Als Rosemary ihre Schwangerschaft bemerkte, bat sie Alan, ihr ein Mittel zur Abtreibung zu besorgen. Er versuchte es bei Joe, denn dieser war Apotheker. Joe lehnte dies ab, und Helen hörte das Gespräch der beiden heimlich mit. Alan gab Rosemary daraufhin eine Aspirinflasche ohne Etikett, die er ihr als Abtreibungsmittel ausgab. Irgendwann bemerkte Rosemary, dass das Mittel nicht wirkte. Sie nahm Schlaftabletten und trank viel Alkohol, rief aber dann in Todesangst Joe an. Doch Helen ging ans Telefon, die Rosemary wegen der Affäre mit Joe zutiefst hasste, legte wieder auf und ließ sie sterben.
Am Ende kommt also heraus, dass alle gegenüber Rosemary oder gegenüber einander Schuld auf sich geladen haben und in diesem Prozess viel mehr über einander erfahren haben, als ihnen lieb sein kann. Peinlich berührt verlassen alle das Haus, bis Don und Maggie allein zurückbleiben.

## Produktion
Der Film ist eine Produktion des Schweizer Fernsehens, wurde 1984 gedreht und am 21. September 1985 zum ersten Mal ausgestrahlt. 1987 lief er auch in Österreich.